# Roodstuitbuidelspreeuw
De roodstuitbuidelspreeuw (Cacicus haemorrhous) is een zangvogel uit de familie Icteridae (troepialen).

## Verspreiding en leefgebied
Deze soort telt drie ondersoorten:
- C. h. haemorrhous: oostelijk Colombia, oostelijk Ecuador, zuidelijk Venezuela, de Guyana's en noordelijk Brazilië.
- C. h. pachyrhynchus: het Amazonebekken in Brazilië, oostelijk Peru en noordelijk Bolivia.
- C. h. affinis: oostelijk Paraguay, oostelijk Brazilië en noordoostelijk Argentinië.